# Philipp Kurashev
Philipp Kurashev (russisch Филипп Константинович Курашёв; transkribiert: Filipp Konstantinowitsch Kuraschow; * 12. Oktober 1999 in Davos) ist ein Schweizer Eishockeyspieler russischer Abstammung. Er steht seit Juli 2025 bei den San Jose Sharks in der National Hockey League unter Vertrag. Zuvor war er vier Jahre für die Chicago Blackhawks aktiv, die ihn im NHL Entry Draft 2018 an 120. Position berücksichtigt hatten.

## Karriere
Kurashev begann seine Karriere in der Juniorenabteilung des SC Bern, bevor er die Saison 2015/16 auf Leihbasis in der U20 der GCK Lions verbrachte. Dort absolvierte er seine erste komplette Saison bei den Elite A Junioren in der ranghöchsten Schweizer Nachwuchsspielklasse und verzeichnete dabei 18 Scorerpunkte in 34 Spielen. Anschliessend wurde der Center im KHL Junior Draft 2016 an 139. Position vom SKA Sankt Petersburg ausgewählt, allerdings entschloss er sich zu einem Wechsel nach Nordamerika, nachdem ihn im gleichen Jahr auch die Remparts de Québec aus der Ligue de hockey junior majeur du Québec (LHJMQ) im CHL Import Draft an 21. Stelle berücksichtigt hatten.
Auch bei den Remparts etablierte sich Kurashev als regelmässiger Scorer, sodass er nach 60 Punkten aus 59 Spielen in der Saison 2017/18 auch im NHL Entry Draft 2018 Berücksichtigung fand. Dort wählten ihn die Chicago Blackhawks an 120. Position und statteten ihn im März 2019 mit einem Einstiegsvertrag aus. Vorerst lief er allerdings weiterhin in der LHJMQ auf, bevor er im April 2019 zum Farmteam der Blackhawks wechselte, den Rockford IceHogs, und für die Mannschaft in der American Hockey League (AHL) seine ersten drei Profispiele bestritt. Bei den IceHogs verbrachte er auch die komplette Spielzeit 2019/20, ehe er im September 2020 aufgrund des durch die COVID-19-Pandemie verspäteten Saisonstarts in Nordamerika zeitweise an den HC Lugano verliehen wurde. Sein Debüt in der National Hockey League (NHL) gab der Schweizer schliesslich im Januar 2021 für die Blackhawks und etablierte sich dort im weiteren Verlauf. Nachdem dort sein Vertrag ausgelaufen war, entschied sich der Free Agent für ein Engagement bei den San Jose Sharks, bei denen er einen Kontrakt für die Saison 2025/26 unterzeichnete.

### International
Kurashev, der für die Schweiz aufläuft, sammelte im Rahmen des Europäischen Olympischen Winter-Jugendfestivals 2015 erste internationale Erfahrungen. Auf U18-Niveau vertrat er sein Heimatland bei den U18-Weltmeisterschaften 2016 und 2017 sowie beim Ivan Hlinka Memorial Tournament 2016, wobei das Team die Medaillenränge ebenso verpasste wie bei der folgenden U20-Weltmeisterschaft 2018. In dieser Altersklasse gehörte der Angreifer auch bei der Weltmeisterschaft 2019 zum Schweizer Aufgebot, bei der das Team in den Halbfinal einzog. Dort belegte man nach zwei folgenden Niederlagen Platz vier, Kurashev selbst führte das gesamte Turnier jedoch mit sechs erzielten Treffern an, sodass er ins All-Star-Team gewählt wurde.
Mit der Schweizer Herrenauswahl nahm er an Weltmeisterschaften der Jahre 2019, 2021, 2022 und 2024 teil. Dabei gewann der Stürmer im Jahr 2024 die Silbermedaille.

## Erfolge und Auszeichnungen
- 2019 All-Star-Team der U20-Junioren-Weltmeisterschaft
- 2024 Silbermedaille bei der Weltmeisterschaft

## Karrierestatistik
Stand: Ende der Saison 2024/25

### International
Vertrat die Schweiz bei:
| - Europäisches Olympisches Winter-Jugendfestival 2015 - U18-Junioren-Weltmeisterschaft 2016 - Ivan Hlinka Memorial Tournament 2016 - U18-Junioren-Weltmeisterschaft 2017 - U20-Junioren-Weltmeisterschaft 2018 | - U20-Junioren-Weltmeisterschaft 2019 - Weltmeisterschaft 2019 - Weltmeisterschaft 2021 - Weltmeisterschaft 2022 - Weltmeisterschaft 2024 |

(Legende zur Spielerstatistik: Sp oder GP = absolvierte Spiele; T oder G = erzielte Tore; V oder A = erzielte Assists; Pkt oder Pts = erzielte Scorerpunkte; SM oder PIM = erhaltene Strafminuten; +/− = Plus/Minus-Bilanz; PP = erzielte Überzahltore; SH = erzielte Unterzahltore; GW = erzielte Siegtore; 1 Play-downs/Relegation; Kursiv: Statistik nicht vollständig)

## Persönliches
Kurashev ist der Sohn von Konstantin Kurashev (* 1962), einem ehemaligen russischen Eishockeyspieler und -trainer, und besitzt daher auch die russische Staatsbürgerschaft. Sein Vater spielte in den 1980er Jahren für Krylja Sowetow Moskau in der Wysschaja Liga, der höchsten sowjetischen Spielklasse, und war anschliessend unter anderem beim Wiener EV sowie beim Kapfenberger SV in Österreich aktiv. Nach seiner aktiven Karriere wechselte er in die Schweiz und ist dort seither als Trainer tätig, unter anderem als Assistenztrainer beim HC Davos und beim SC Bern.